# Otto Wirz
Otto Wirz, né à Olten le 3 novembre 1877, et mort le  2 septembre 1946 à Gunten, est un écrivain suisse-allemand.

## Biographie
Fils d'un ingénieur et d'une cantatrice, Otto Wirz obtient en 1900 un diplôme d'ingénieur électricien. Il commence en 1908 à publier des poèmes sous le pseudonyme de Hans Schöftlander, et rédige en parallèle des critiques musicales pour le quotidien Der Bund et pour la Revue musicale suisse. 

## Publications
- 1923: Gewalten eines Toren, Roman
- 1925: Novelle um Gott
- 1928: Die geduckte Kraft
- 1929: Das nagische Ich
- 1933: Prophet Müller-zwo
- 1936: Späte Erfüllung